# Go For Wand
Go For Wand (1987-1990), est une jument de course pur-sang américaine, membre du Hall of Fame des courses américaines. Phénomène en piste, elle se blessa mortellement lors de la Breeders' Cup Distaff 1990.

## Carrière de course
Née en Pennsylvanie, élevée au grand haras de Claiborne Farm dans le Kentucky, Go For Wand débute à l'automne de ses 2 ans et ne tarde pas à se faire remarquer lorsqu'elle survole une allowance de quelque 18 longueurs. Deux semaines plus tard la voilà au départ de sa première course de groupe 1, les Frizette Stakes, mais elle tombe sur un os, Stella Madrid, déjà lauréate des Spinaway Stakes et des Matron Stakes, deux groupe 1, qui lui prend une demi-longueur à l'arrivée. En revanche, dans la Breeders' Cup Juvenile Fillies, Go For Wand ne fait pas de détail et l'emporte facilement devant Sweet Roberta et Stella Madrid. Sur la foi de cette victoire dans la principale course pour les pouliches de 2 ans, elle est élue 2 ans de l'année.
La saison suivante de Go For Wand est sensationnelle. Elle ne commet qu'un seul faux pas, dans les Kentucky Oaks, lorsqu'elle battue de façon inexplicable (si ce n'est par l'état du terrain) par Seaside Attraction. Ses autres prestations sont époustouflantes tant la pouliche surclasse ses adversaires. Après les Kentucky Oaks, elle enchaîne cinq groupe 1 d'affilée, toutes les meilleures épreuves pour pouliches. Sa trajectoire et sa quasi invincibilité rappellent une certaine Ruffian. Sa fin tragique aussi. Le 27 octobre 1990, Go For Wand affronte Bayakoa dans la Breeders' Cup Distaff. C'est la tenante du titre. Et plus encore, car cette jument argentine, âgée de 6 ans, a un palmarès long comme le bras et douze groupe 1 dans la besace. Ces deux dernières années, elle a couru 20 fois pour 15 victoires et 3 deuxièmes places. Autant dire que le Distaff est la course de l'année, éclipsant toutes les autres épreuves de la Breeders' Cup. Les deux championnes s'élancent et rapidement prennent les commandes, comme si les autres concurrentes n'étaient pas invitées à leur match. Dans la ligne droite finale, plusieurs longueurs devant les autres, Go For Wand à la corde et Bayakoa à son extérieur se livrent une fantastique bataille. La cadette semble pouvoir prendre le meilleur mais l'Argentine résiste, jette toute ses forces dans la bataille et ne cède pas de terrain. Et puis l'impensable se produit sous les yeux de 50 000 spectateurs : Go For Wand s'effondre, culbute et se relève avec l'antérieur droit ballant. On comprend tout de suite : une fracture terrible, qui s'est produite à l'endroit exact où un mât signale la tombe de Ruffian, qui elle aussi se brisa la jambe sur cette piste quatorze ans plus tôt, en 1975, lors de son match avec Foolish Pleasure. La coïncidence est terrible. Go For Wand est euthanasiée quelques minutes plus tard et la victoire de Bayakoa paraît complètement anecdotique. Le lendemain, l'infortunée pouliche est enterrée sur l'hippodrome de Saratoga.
Go For Wand était une championne hors normes. Naturellement élue, à titre posthume, meilleure 3 ans de l'année, elle figure à la 72e place du classement des 100 meilleurs chevaux de sport hippique américain du XXe siècle établi en 1999 par le magazine Blood-Horse. Les Maskette Stakes, qu'elle avait remporté en septembre 1990, sont renommés Go For Wand Handicap. En 1996, elle est admise au Hall of Fame des courses américaines.

### Résumé de carrière
| Date         | Hippodrome      | Pays        | Course                         | Statut      | Distance    | Jockey      | Place       | Écart       | Vainqueur ou deuxième |
| 1989, 2 ans  | 1989, 2 ans     | 1989, 2 ans | 1989, 2 ans                    | 1989, 2 ans | 1989, 2 ans | 1989, 2 ans | 1989, 2 ans | 1989, 2 ans | 1989, 2 ans           |
| ------------ | --------------- | ----------- | ------------------------------ | ----------- | ----------- | ----------- | ----------- | ----------- | --------------------- |
| 14 septembre | Belmont Park    | États-Unis  | Maiden                         |             | 1 200 m     | R. Romero   | 1er / 9     | 4           | Nina                  |
| 2 octobre    | Belmont Park    | États-Unis  | Allowance                      |             | 1 600 m     | R. Romero   | 1er / 9     | 18          | In Full Cry           |
| 14 octobre   | Belmont Park    | États-Unis  | Frizette Stakes                | Gr. 1       | 1 600 m     | R. Romero   | 2e / 7      | 1/2         | Stella Madrid         |
| 4 novembre   | Gulfstream      | États-Unis  | Breeders' Cup Juvenile Fillies | Gr. 1       | 1 700 m     | R. Romero   | 1er / 12    | 2 ¾         | Sweet Roberta         |
| 1990, 3 ans  |                 |             |                                |             |             |             |             |             |                       |
| 10 avril     | Keeneland       | États-Unis  | Beaumont Stakes                | Gr. 3       | 1 400 m     | R. Romero   | 1er / 6     | 8 ½         | Trumpets Blade        |
| 21 avril     | Keeneland       | États-Unis  | Ashland Stakes                 | Gr. 1       | 1 700 m     | R. Romero   | 1er / 5     | 5           | Charon                |
| 4 mai        | Churchill Downs | États-Unis  | Kentucky Oaks                  | Gr. 1       | 1 800 m     | R. Romero   | 2e / 10     | 3           | Seaside Attraction    |
| 10 juin      | Belmont Park    | États-Unis  | Mother Goose Stakes            | Gr. 1       | 1 800 m     | R. Romero   | 1er / 6     | 1 ¼         | Charon                |
| 2 août       | Saratoga        | États-Unis  | Test Stakes                    | Gr. 1       | 1 400 m     | R. Romero   | 1er / 10    | 2           | Screen Prospect       |
| 11 août      | Saratoga        | États-Unis  | Alabama Stakes                 | Gr. 1       | 2 000 m     | R. Romero   | 1er / 3     | 7           | Charon                |
| 2 septembre  | Belmont Park    | États-Unis  | Maskette Stakes                | Gr. 1       | 1 600 m     | R. Romero   | 1er / 6     | 2 ½         | Feel The Beat         |
| 7 octobre    | Belmont Park    | États-Unis  | Beldame Stakes                 | Gr. 1       | 1 800 m     | R. Romero   | 1er / 5     | 4 ¾         | Colonial Waters       |
| 27 octobre   | Belmont Park    | États-Unis  | Breeders' Cup Distaff          | Gr. 1       | 1 800 m     | R. Romero   | DNF         | -           | Bayakoa               |

## Origines
Go For Wand est une fille du Canadien Deputy Minister, qui fut sacré à 2 ans cheval de l'année dans son pays natal, et meilleur 2 ans aux États-Unis. Excellent étalon, deux fois tête de liste aux États-Unis (1997, 1998) et une fois tête de liste des pères de mères (2007), il a donné une autre membre du Hall of Fame, Open Mind (Breeders' Cup Juvenile Fillies, Kentucky Oaks, Acorn Stakes, Mother Goose Stakes, Coaching Club American Oaks, Alabama Stakes...), mais aussi Awesome Again (Breeders' Cup Classic), Touch Gold (Belmont Stakes, Haskell Invitational Handicap) ou encore la mère du champion et grand étalon Curlin.
Obeah, la mère, avait 22 ans lorsqu'elle donna le jour à Go For Wand, qui fut son dernier produit. Cette très bonne jument avait remporté deux fois le Delaware Handicap et terminé troisième des Frizette Stakes. Elle est aussi la mère de Dance Spell (par Northern Dancer), lauréat au niveau groupe 2 (Jerome Handicap et Saranac Stakes), battu par le seul Forego à l'arrivée des Woodward Stakes, mais aussi deuxième des Champagne Stakes et troisième des Travers Stakes, et de la propre sœur de celui-ci, Discorama, qui s'imposa dans le Gazelle Handicap (Gr.2) et pris des accessits dans le Ladies Handicap, les Alabama Stakes et le Top Flight Handicap.

### Pedigree
| Origines de Go For Wand (USA), pouliche baie née en 1987 | Origines de Go For Wand (USA), pouliche baie née en 1987 | Origines de Go For Wand (USA), pouliche baie née en 1987 | Origines de Go For Wand (USA), pouliche baie née en 1987 |
| -------------------------------------------------------- | -------------------------------------------------------- | -------------------------------------------------------- | -------------------------------------------------------- |
| Père Deputy Minister                                     | Vice Regent                                              | Northern Dancer                                          | Nearctic                                                 |
| Père Deputy Minister                                     | Vice Regent                                              | Northern Dancer                                          | Natalma                                                  |
| Père Deputy Minister                                     | Vice Regent                                              | Victoria Regina                                          | Menetrier                                                |
| Père Deputy Minister                                     | Vice Regent                                              | Victoria Regina                                          | Victoriana                                               |
| Père Deputy Minister                                     | Mint Copy                                                | Bunty's Flight                                           | Bunty Lawless                                            |
| Père Deputy Minister                                     | Mint Copy                                                | Bunty's Flight                                           | Broomflight                                              |
| Père Deputy Minister                                     | Mint Copy                                                | Shakney                                                  | Jabneh                                                   |
| Père Deputy Minister                                     | Mint Copy                                                | Shakney                                                  | Grass Shack                                              |
| Mère Obeah                                               | Cyane                                                    | Turn-to                                                  | Royal Charger                                            |
| Mère Obeah                                               | Cyane                                                    | Turn-to                                                  | Source Sucree                                            |
| Mère Obeah                                               | Cyane                                                    | Your Game                                                | Beau Pere                                                |
| Mère Obeah                                               | Cyane                                                    | Your Game                                                | Winkle                                                   |
| Mère Obeah                                               | Book of Verse                                            | One Count                                                | Count Fleet                                              |
| Mère Obeah                                               | Book of Verse                                            | One Count                                                | Ace Card                                                 |
| Mère Obeah                                               | Book of Verse                                            | Persian Maid                                             | Tehran                                                   |
| Mère Obeah                                               | Book of Verse                                            | Persian Maid                                             | Aroma (famille 2-f)                                      |